# Julius Elster
Johann Philipp Ludwig Julius Elster (født 24. december 1854 i Blankenburg am Harz, død 6. april 1920 i Bad Harzburg) var en tysk fysiker.
Elster studerede i Heidelberg og Berlin og blev 1879 Dr. phil. ved førstnævnte universitet. Siden 1881 har Elster været overlærer ved det hertugelige gymnasium i Wolfenbüttel, fra 1902 med professortitel. Næsten alle Elsters videnskabelige undersøgelser er udført i fællesskab med hans jævnaldrende kollega ved samme gymnasium, Hans Friedrich Geitel. Af deres talrige arbejder over lyselektricitet og luftelektricitet skal fremhæves: opdagelsen af den stærke lyselektriske virkning hos alkalimetallerne og dens anvendelse til fotometri og ganske særlig de betydningsfulde opdagelser af den atmosfæriske lufts ledningsevne og radioaktivitet.